# Carl Bezold
Carl Christian Ernst Bezold, född 18 maj 1859 och död 21 november 1922, var en tysk orientalist och assyriolog.
1894 blev Bezold professor i Heidelberg. Bezolds största gärning, som skaffat honom ett varaktigt namn inom den assyriologiska forskningen, var katalogiserandet av den stora assyriska kilskriftssamlingen i British museum i London i sin Catalogue of the cuneiform tablets in the Kouyunjik collection (fem band, 1888–1899). 
Under slutet av sitt liv arbetade Bezold på en ny, större babylonisk-assyrisk ordbok, som han dock aldrig hann avsluta. Bland hans för en större allmänhet avsedda arbeten kan nämnas Kurzgefasster Überblick über die babylonisch-assyrische Literatur (1886), Oriental diplomacy (1893) och Ninive und Babylon (1903). Bezold var från 1886 utgivare av Zeitschrift für Assyriologie.